# Madeira forrópont
A Madeira forrópont a Madeira-szigetek kialakulásáért felelős köpenyfeláramlás által létrehozott vulkáni mező. A legnagyobb sziget tulajdonképpen egy vulkán tengerszint fölé emelkedő része, a többi sziget az ehhez kapcsolódó vulkanizmus eredményeképpen jött létre. A sziget vulkanizmusa szoros kapcsolatban van a Kanári szigeteki forróponttal és az Algériában található Hoggar forróponttal.

## Elhelyezkedése
A Madeira forrópont a Madeira-szigetek alatt található, Afrikától mintegy 600 km-re északnyugatra. Közigazgatásilag Portugáliához tartozik. Madeitra szigete alatt nagyjából 160 km-rel a mérések egy feláramlást mutattak ki, ez a forrópontot létrehozó köpenycsóva feje.

## Története
A forrópont kialakulása mintegy 100 millió évvel ezelőttre tehető. Ekkor a kialakiló Atlanti-óceán medencéjében, víz alatti vulkanizmus formájában tört a magma a felszínre. Ennek során alalkult ki, közel 80 millió évvel ezelőtt az Ormonde sziget, a szigetcsoport legöregebb tagja. Innen a forrópont délnyugati irányban haladt tovább, és kialakította az Ampére-hegységet a tenger alatt.
A miocén korszakban Porto Santo szigeténél erőteljes működés kezdődött. Ennek következtében, körülbelül 4,5 millió évvel ezelőtt a vulkán a tengerszint fölé emelkedett, és nagyjából 700 000 évvel ezelőtt elnyerte mai formáját. Ennek során egymást váltó kitörések és beomlások következtek be, amik a 90 km hosszú sziget mai alakját határozzák meg.
A vulkán jelenleg szunnyadónak számít, bár semmilyen vulkáni vagy utóvulkáni működés, jelenség nem tapasztalható a környezetében. Az utolsó kitörése megközelítőleg 6500 évvel ezelőtt volt.

## Jelentősebb kitörések
A pajzsvulkánnak egyetlen azonosított kitörése van a történelmi időkben. Ez i. e. 4500-ban történt, a forrópontokra jellemző bazaltömléses típus szerint. Feljegyzés vagy nyoma a szigetlakók kultúrájában nincs, az időpont a kőzetek vizsgálatával állapítható meg.